# Reziduumtétel
A reziduumtétel a komplex függvénytan legfontosabb tételeinek egyike. A Cauchy-féle integráltétel és a Cauchy-integrálformula közös általánosítása. Eszközt ad egy tartományon az izolált szingularitásait kivéve holomorf függvény görbe menti integráljának kiszámításához, ha ismerjük továbbá a következőket: a függvény pólusokbeli reziduumai, a tartomány által tartalmazott lánc, és annak körülfordulási száma. Nemcsak elméleti jelentősége van, hanem valós integrálok kiszámításához is felhasználható.

## A tétel kimondása
Ha {\displaystyle D\subseteq \mathbb {C} } tartomány, {\displaystyle D_{f}} véges sok izolált pont halmaza {\displaystyle D}-ben, és {\displaystyle f\colon D\setminus D_{f}\to \mathbb {C} } holomorf, akkor minden nullhomológ {\displaystyle \Gamma \subset D} ahol még {\displaystyle \operatorname {trace} \,\Gamma \cap D_{f}=\emptyset } és {\displaystyle \operatorname {ind_{\Gamma }} } a görbe körülfordulási száma:
{\displaystyle {\frac {1}{2\pi \mathrm {i} }}\int _{\Gamma }f=\sum \limits _{a\in D_{f}}\operatorname {ind} _{\Gamma }(a)\operatorname {Res} _{a}f}
A jobb oldal mindig véges, mivel {\displaystyle \Gamma } nullhomológ, tehát {\displaystyle \operatorname {Int} \,\Gamma } relatív kompakt {\displaystyle D}-ben, így korlátos.
- Ha a {\displaystyle D_{f}}-beli pontokban a szingularitások megszüntethetők, akkor itt a reziduumok eltűnnek, és visszakapjuk Cauchy integráltételét:

{\displaystyle \int _{\Gamma }\,f=0.}
- Ha {\displaystyle f} holomorf {\displaystyle D}-ben és {\displaystyle z\in D}, és {\displaystyle \textstyle \zeta \mapsto {\frac {f(\zeta )}{\zeta -z}}}-nak elsőrendű pólusa van {\displaystyle z}-ben{\displaystyle f(z)} reziduummal, akkor visszakapjuk a Cauchy-integrálformulát:

{\displaystyle {\frac {1}{2\pi \mathrm {i} }}\int _{\Gamma }{\frac {f(\zeta )}{\zeta -z}}\mathrm {d} \zeta =\operatorname {ind} _{\Gamma }(z)f(z).}

## A nullhelyeket és a pólusokat számoló integrál
Ha {\displaystyle f\not \equiv 0} meromorf {\displaystyle D}-ben, és {\displaystyle N} f nullhelyeinek, {\displaystyle P} pólusainak halmaza, és {\displaystyle \operatorname {trace} \,\Gamma \cap \left(N\cup P\right)=\emptyset }, akkor a reziduumtétel felhasználásával kapjuk:
{\displaystyle {\frac {1}{2\pi \mathrm {i} }}\int _{\Gamma }{\frac {f'}{f}}=\sum \limits _{a\in N\cup P}\operatorname {ind} _{\Gamma }(a)\operatorname {ord} _{a}f}
ahol
{\displaystyle \operatorname {ord} _{a}f:={\begin{cases}k,&{\mbox{ ha }}f{\mbox{-nek }}a{\mbox{-ban }}k{\mbox{-adrendű nullhelye van }}\\-k,&{\mbox{ ha }}f{\mbox{-nek }}a{\mbox{-ban }}k{\mbox{-adrendű pólusa van}}\\0,&{\mbox{különben}}\end{cases}}}
{\displaystyle f} null-, illetve pólushelyeinek rendje {\displaystyle a}-ban. A logaritmikus derivált reziduumának számítási szabályával
{\displaystyle \operatorname {ord} _{a}f=\operatorname {Res} _{a}{\frac {f'(z)}{f(z)}}}.

## Alkalmazásai
A reziduumtétellel valós improprius integrálok is számíthatók. Ehhez az integrációs tartományt egyre bővebb véges valós intervallumokkal közelítik, és ezeket az intervallumokat zárt görbévé egészítik ki a komplex síkon. A görbét úgy konstruálják, hogy a valós szakaszokon kívül eső részeken a görbe menti integrál a nullához tartson. A módszer használható úgy is, hogy a komplex síkot egy végtelen ponttal egészítik ki. Az elméleti fizikában ezt a módszert a reziduumok módszerének nevezik.

### Törtracionális függvények
Ha {\displaystyle f={\tfrac {p}{q}}} a {\displaystyle \operatorname {deg} \,p+2\leq \operatorname {deg} \,q} és a {\displaystyle q(z)\neq 0} polinomok hányadosa minden {\displaystyle z\in \mathbb {R} }-re, akkor
{\displaystyle \int _{-\infty }^{\infty }f(z)\mathrm {d} z=2\pi \mathrm {i} \sum _{a\in \mathbb {H} }\operatorname {Res} _{a}f(z)},
ahol {\displaystyle \mathbb {H} :=\{z\in \mathbb {C} :\operatorname {Im} z>0\}} a felső félsík, és egy elég nagy {\displaystyle R\in \mathbb {R} }-re és {\displaystyle \alpha \colon [0,\pi ]\to \mathbb {C} }-val és {\displaystyle t\mapsto Re^{\mathrm {i} t}}-val kiegészítve integrálunk a {\displaystyle \Gamma :=[-R,R]\oplus \alpha } zárt félkörön, és tekintjük az {\displaystyle R\rightarrow \infty } határátmenetet. {\displaystyle \left|{\tfrac {p(z)}{q(z)}}\right|\leq {\tfrac {c_{p}|z|^{\operatorname {deg} \,p}}{c_{q}|z|^{\operatorname {deg} \,q}}}\leq {\tfrac {c}{|z|^{2}}}} miatt egy elég nagy {\displaystyle |z|}-re és a {\displaystyle c,c_{p},c_{q}\in \mathbb {R} }-re a görbe menti integrálokra vonatkozó becsléssel
{\displaystyle \left|\int _{\alpha }f\right|\leq L(\alpha )\cdot \max _{\zeta \in \operatorname {im} \alpha }\left|f(\zeta )\right|\leq \pi R\cdot {\frac {c}{R^{2}}}\rightarrow 0\,(R\rightarrow \infty )}, tehát {\displaystyle \textstyle \int _{\Gamma }f\rightarrow \int _{-\infty }^{\infty }f(z)\mathrm {d} z\,(R\rightarrow \infty )} és a fenti becslés miatt az utóbbi integrál is létezik.
Példa: Legyen {\displaystyle f\colon \mathbb {C} \setminus \{\pm \mathrm {i} \}\to \mathbb {C} }, {\displaystyle z\mapsto {\tfrac {1}{z^{2}+1}}} első rendű pólussal {\displaystyle \pm \mathrm {i} }-ben. Ekkor {\displaystyle \operatorname {Res} _{\mathrm {i} }f(z)={\tfrac {1}{2\mathrm {i} }}}, és így {\displaystyle \textstyle \int _{-\infty }^{\infty }f(z)\mathrm {d} z=2\pi \mathrm {i} \cdot {\tfrac {1}{2\mathrm {i} }}=\pi }.

### Törtracionális függvények exponenciális függvénnyel
Legyenek {\displaystyle P} és {\displaystyle Q} polinomok úgy, hogy {\displaystyle deg(P)+1\leq deg(Q)}, ne legyenek a {\displaystyle Q} polinomnak valós gyökei, és jelölje a felső félsíkban levő gyökeit (pozitív képzetes rész) {\displaystyle a_{1},\ldots ,a_{k}}. Ekkor minden {\displaystyle \alpha >0} esetén
{\displaystyle \int _{-\infty }^{\infty }{\frac {P(x)}{Q(x)}}\exp(i\alpha x)\mathrm {d} x=2\pi \mathrm {i} \sum _{i=1}^{k}\operatorname {Res} _{a_{i}}f(z)}
ahol  {\displaystyle f(z):={\frac {P(z)}{Q(z)}}\exp(i\alpha z)}. Most a  {\displaystyle \Gamma } zárt út {\displaystyle -R}-től {\displaystyle R}-ig megy, majd egy félkörív zárja le az óramutató járásával ellentétes irányban. Most rögzítsünk egy {\displaystyle r>R} pozitív valós számot, és a félkört burkoljuk az óramutató járásával ellentétes irányban bejárt {\displaystyle -r,r,r+ir,-r+ir} téglalappal. A függőleges szakaszokat felosztjuk úgy, hogy az osztópontokban {\displaystyle Im(z)={\sqrt {r}}}, és ezután külön kezeljük a felső és az alsó részt. A jobb egyenes alsó részén {\displaystyle \int _{r}^{r+i{\sqrt {r}}}f(z)dz\leq C{\frac {\sqrt {r}}{r}}}, ami nullához tart; hasonlóan nullához tart a bal egyenes alsó részén. Az {\displaystyle Im(z)>{\sqrt {r}}} esetben  {\displaystyle |\exp(i\alpha z)|\leq \exp(-\alpha {\sqrt {r}})}. Ez azt jelenti, hogy a téglalap teljes felső részén nullához tart, és a fenti állítás igaz.
Példa: Legyen {\displaystyle {\frac {x\exp {(2ix)}}{x^{2}+1}}}, ami megfelel az összes fenti követelménynek, mivel gyökei  {\displaystyle \pm i} alakúak. Eszerint:
{\displaystyle \int _{-\infty }^{\infty }{\frac {x\exp {2ix}}{(x+i)(x-i)}}\mathrm {d} x=2\pi \mathrm {i} \operatorname {Res} _{i}f(z)=i\pi \exp {(-2)}}

### Törtracionális függvény nem egész termmel
Legyenek  {\displaystyle P} és {\displaystyle Q} polinomok, továbbá {\displaystyle \operatorname {deg} \,Q>\operatorname {deg} \,P+\lambda }, ahol {\displaystyle \lambda \in \mathbb {R} ^{+}\backslash \mathbb {Z} }, és ne legyenek a {\displaystyle Q} polinomnak gyökei {\displaystyle \mathbb {R} ^{+}}-ben, valamint {\displaystyle P/Q}-nak nullában. Ekkor:
{\displaystyle \int _{0}^{\infty }x^{\lambda -1}{\frac {P(x)}{Q(x)}}\mathrm {d} x={\frac {\pi }{\sin {(\lambda \pi )}}}\sum _{p\in \mathbb {C} \backslash \mathbb {R^{+}} }\operatorname {Res} _{p}(-z)^{\lambda -1}{\frac {P(z)}{Q(z)}}}
Példa: {\displaystyle f(x)={\frac {x^{3/2-1}}{x^{2}+1}}}, ekkor {\displaystyle \lambda =3/2}, a függvény pólusa van a {\displaystyle \pm i} helyeken, ezzel a további követelmények is teljesülnek. Ekkor {\displaystyle \operatorname {Res} _{\pm i}f(z)={\frac {(\mp i)^{1/2}}{\pm 2i}}}, tehát 
{\displaystyle \int _{0}^{\infty }{\frac {\sqrt {x}}{1+x^{2}}}\mathrm {d} x=-\pi \left({\frac {\sqrt {-i}}{2i}}+{\frac {\sqrt {i}}{-2i}}\right)={\frac {\pi }{\sqrt {2}}}}

### Trigonometrikus függvények
Legyen {\displaystyle r={\tfrac {p}{q}}} két polinom hányadosa, ahol {\displaystyle q(x,y)\neq 0} minden {\displaystyle x,y\in \mathbb {C} }-re, továbbá {\displaystyle x^{2}+y^{2}=1}. Ekkor
{\displaystyle {\begin{aligned}&\int _{0}^{2\pi }r(\cos t,\sin t)\mathrm {d} t\\=&\int _{0}^{2\pi }r\left({\frac {e^{\mathrm {i} t}+e^{-\mathrm {i} t}}{2}},{\frac {e^{\mathrm {i} t}-e^{-\mathrm {i} t}}{2\mathrm {i} }}\right)\mathrm {d} t\\=&\int _{\partial \mathbb {E} }{\frac {1}{\mathrm {i} z}}\cdot r\left({\frac {z+{\frac {1}{z}}}{2}},{\frac {z-{\frac {1}{z}}}{2\mathrm {i} }}\right)\mathrm {d} {z}\\=&2\pi \sum _{a\in \mathbb {E} }\operatorname {Res} _{a}\left({\frac {1}{z}}\cdot r\left({\frac {z+{\frac {1}{z}}}{2}},{\frac {z-{\frac {1}{z}}}{2\mathrm {i} }}\right)\right),\end{aligned}}}
ahol {\displaystyle \mathbb {E} :=\{z\in \mathbb {C} :|z|<1\}} az egységkörlap. Ekkor az egységkör körülfordulási száma az egységkörlap belsejében 1, és a feltevés szerint nincsenek szingularitások az egységkörvonalon.
Példa: Teljesül
{\displaystyle \int _{0}^{2\pi }{\frac {\mathrm {d} t}{2+\sin t}}=2\int _{\partial \mathbb {E} }{\frac {\mathrm {d} z}{z^{2}+4\mathrm {i} z-1}}=4\pi \mathrm {i} \cdot {\frac {1}{2{\sqrt {3}}\mathrm {i} }}={\frac {2\pi }{\sqrt {3}}}},
mivel {\displaystyle z\mapsto {\tfrac {1}{z^{2}+4\mathrm {i} z-1}}}-nek elsőrendű pólusa van {\displaystyle \left(-2\pm {\sqrt {3}}\right)\mathrm {i} }-ben, de csak a {\displaystyle \left(-2+{\sqrt {3}}\right)\mathrm {i} }-ben levő pólusa fekszik {\displaystyle \mathbb {E} }-ben, és ott {\displaystyle f} reziduuma {\displaystyle {\tfrac {1}{2{\sqrt {3}}\mathrm {i} }}}.

### Fourier-transzformált
Adva legyen egy {\displaystyle f\in C^{\infty }(\mathbb {R} )\cap L^{1}(\mathbb {R} )} függvény, továbbá az {\displaystyle a_{1},...a_{k}\in \mathbb {H} } pontok, ahol {\displaystyle f\in \mathbb {O} (\{z,\operatorname {Im} z>-\varepsilon \}\cap \{a_{1},...a_{k}\})}, és {\displaystyle \varepsilon >0}. Ekkor van két {\displaystyle C,\delta >0} szám, hogy {\displaystyle \left|f(z)\right|\leq C\left|z\right|^{-1-\delta }} elég nagy {\displaystyle \left|z\right|}-re, ekkor minden {\displaystyle x>0}-re
{\displaystyle \int _{-\infty }^{\infty }f(y)e^{\mathrm {i} xy}\mathrm {d} y=2\pi \mathrm {i} \sum _{a\in \mathbb {H} }\operatorname {Res} _{a}(f(z)e^{\mathrm {i} xz}).}
Ugyanez a forma hasonlóan teljesül {\displaystyle x<0}-ra. Ezzel a módszerrel bonyolult Fourier-integrálok
számíthatók. A felső félsíkon az integrál eltűnik a Jordan-lemma miatt.

## Bizonyítása
A tétel az általános Cauchy-tétel felhasználásával bizonyítható.
Legyenek a {\displaystyle C_{j}} körök {\displaystyle z_{j}} középpontú körök, és sugaruk legyen akkora, hogy diszjunktak maradjanak, és benne maradjanak a {\displaystyle D} tartományban. Vegyük ezeket a köröket a {\displaystyle \gamma } lánchoz, és nevezzük az így kapott láncot {\displaystyle \gamma _{1}}-nek! Az általános Cauchy-tétellel
{\displaystyle \int _{\gamma _{1}}f(z)\operatorname {d} z=\int _{\gamma }f(z)\operatorname {d} z-\sum _{j}n(\gamma ,z_{j})\int _{C_{j}}f(z)\operatorname {d} z}
Az {\displaystyle f} függvény reziduumának integrálos alakja:
{\displaystyle a_{-1}^{(j)}={\frac {1}{2\pi i}}\int _{C_{j}}f(z)\operatorname {d} z}
Ezt behelyettesítve a bizonyítás kész.

## Általánosítása
A reziduumtétel kompakt Riemann-felületekre is kiterjeszthető. Egy ilyen felületen értelmezett 1-forma reziduumainak összege nulla.
Következményként adódik Liouville második tétele az elliptikus függvényekről.

## Fordítás
Ez a szócikk részben vagy egészben  a   Residuensatz című német Wikipédia-szócikk fordításán alapul.  Az eredeti cikk szerkesztőit annak laptörténete sorolja fel. Ez a jelzés csupán a megfogalmazás eredetét és a szerzői jogokat jelzi, nem szolgál a cikkben szereplő információk forrásmegjelöléseként.